# Veljko Ražnatović
Veljko Ražnatović (en serbio: Вељко Ражнатовић; Belgrado, 10 de diciembre de 1996) es un deportista serbio que compite en boxeo. Ganó una medalla de bronce en el Campeonato Europeo de Boxeo Aficionado de 2024, en la categoría de 86 kg.

## Palmarés internacional
| Campeonato Europeo | Campeonato Europeo | Campeonato Europeo | Campeonato Europeo |
| Año                | Lugar              | Medalla            | Categoría          |
| ------------------ | ------------------ | ------------------ | ------------------ |
| 2024               | Belgrado (Serbia)  | Medalla de bronce  | 86 kg              |